# Мамонкин
Мамонкин — хутор в Заветинском районе Ростовской области. Входит в Савдянское сельское поселение.

## История
Дата основания не установлена. Предположительно основан в 20-х годах XX века. Согласно всесоюзной переписи населения 1926 года Мамоновский выселок относился к Куприяновскому сельсовету Заветинского района Сальского округа Северо-Кавказского края. В выселке проживало 127 человек, из них украинцев — 107, калмыков — 18.

## География

### Улицы
- ул. Содружества,
- проезд Полтавский.

## Население
Динамика численности населения
| 2002 |
| ---- |
| 88   |

| 1926 | 2010 |
| ---- | ---- |
| 127  | ↘62  |